# Vicia davisii
Vicia davisii — вид квіткових рослин з родини бобових (Fabaceae). Ареал охоплює такі країни: Греція.

## Середовище
Висота проживання: 0–3 метри. Vicia davisii — ендемічний вид, що зустрічається виключно на острові Псомі, розташованому на північний схід від Кастелорізо, і який задокументовано лише завдяки одній колекції, зробленій Гройтером у 1979 році. Vicia davisii — багаторічний гемікриптофіт, що характеризується зростанням на кам'янистих вапняних схилах та наявністю на виходах гірських порід на висоті рівня моря. Інформація щодо можливих загроз для острівця Псомі невідома.